# Пахман, Викентий Филиппович
Викентий Филиппович Пахман (1793, Прага, Королевство Богемия, Австрия — 1878, Одесса, Херсонская губерния, Российская империя) — русский педагог, адъюнкт Ришельевского лицея; цензор.

## Биография
Сын чиновника австрийской службы, родился в 1793 году в Праге. По окончании обучения в Пражской гимназии поступил в Пражский университет, где слушал лекции по философским, филологическим, юридическим и математическим наукам; главный предмет его специальных знаний было римское законоведение.
В 1816 году приехал в Россию, определившись преподавателем в Одесский благородный институт, по преобразовании которого в 1818 году в Ришельевский лицей был назначен в нём учителем музыки; 3 сентября 1828 года был утверждён адъюнктом лицея и преподавал сначала в низших классах разные предметы (латинский язык и словесность, математику коммерческую и гражданскую бухгалтерию). Одновременно, с 1831 года занимал должность цензора в Одесском цензурном комитете. С 24 марта 1838 года — адъюнкт лицея по кафедре римского законоведения. В своих лекциях он давал не только историю и систему римского права, но и затрагивал византийское право. В 1844 году им была составлена и прочитана актовая речь (на латинском языке) о «Кормчей книге», отмечалась связь византийского права с русским. Кроме этого, в разные годы он временно преподавал энциклопедию и историю правоведения, в 1842 году — философию права, международное право, коммерцию и историю русского права.
С 24 февраля 1843 года состоял в чине статского советника; во все это время он продолжал службу в Одесском цензурном комитете, где в 1844 году временно был председателем, а с 1845 года состоял сторонним цензором; от этой должности был уволен 3 августа 1849 года.
В 1853 году В. Ф. Пахман вышел в отставку.
Умер в Одессе в июле 1878 года.
Его сыновья: Семён Викентьевич Пахман (1825—1910) — юрист-цивилист, сенатор; заслуженный профессор; тайный советник, и (предположительно) Владимир Викентьевич Пахман (1848—1933), эксцентричный пианист-виртуоз, большую часть жизни проживший в Европе, чья биография известна лишь по иностранным источникам.